# Kedunggong
Kedunggong is een bestuurslaag in het regentschap Kebumen van de provincie Midden-Java, Indonesië. Kedunggong telt 1630 inwoners (volkstelling 2010).